# The Bearcat
The Bearcat er en amerikansk stumfilm fra 1922 af Edward Sedgwick.

## Medvirkende
- Hoot Gibson
- Lillian Rich som Alys May
- Charles K. French som Bill Garfield
- Joe Harris som Doc Henderson
- Alfred Hollingsworth som John P. May
- Harold Goodwin som  Peter May
- William Buckley som Archer Aitken
- Fontaine La Rue som Mary Lang